# Synteza Paala-Knorra
Synteza Paala-Knorra to reakcja chemiczna gdzie 1,4-diketony są przekształcane w furany, tiofeny lub pirole. Reakcja została nazwana na cześć odkrywców Carla Paala oraz Ludwiga Knorra
Synteza furanów wymaga katalizatora kwasowego:
Synteza piroli to przede wszystkim udział amin:
zaś w przypadku tiofenu na przykład związku pentasulfidu fosforowego:
Razem z hydrazyną oraz diketonem, produktem reakcji jest pirazol